# Anthony Paul Kelly
Anthony Paul Kelly (c. 1897 – 26 de setembro de 1932) foi um roteirista norte-americano. Nascido em Chicago, Ilinóis, ele escreveu para 60 filmes entre 1914 e 1930 e também escreveu a peça Three Faces East, que foi a base para dois filmes de mesmo nome. Ele morreu em Manhattan, Nova Iorque, após cometer suicídio.

## Filmografia selecionada
- The Tear That Burned (1914)
- Raffles, the Amateur Cracksman (1917)
- My Own United States (1918)
- The Silent Command (1923)
- Three Faces East (1926) (baseado em sua peça)
- Three Faces East (1930) (baseado em sua peça)